# Utetheisa kallima
Utetheisa kallima är en fjärilsart som beskrevs av Swinhoe 1907. Utetheisa kallima ingår i släktet Utetheisa och familjen björnspinnare. Inga underarter finns listade i Catalogue of Life.